# Danilo Carvalho
 Danilo Cruz de Carvalho (Rio de Janeiro, 10 de janeiro de 1985) é um voleibolista indoor brasileiro, com vasta experiência internacional, atuante na posição de Central quando servindo as categorias de base da Seleção Brasileira obteve  na categoria infanto-juvenil o título sul-americano de 2002 no Chile e a medalha de ouro no Campeonato Mundial de 2003 na Tailândia, além da medalha de ouro no Campeonato Sul-Americano Juvenil de 2004 no Chile e vice-campeão mundial juvenil em 2005 na Índia.Posteriormente passou atuar como Oposto, alcançando em clubes o título da Copa CEV de 2009-10 na Itália.

## Carreira
Aos 13 anos de idade Danilo já praticava outras modalidades esportivas, futebol, inspirado em seu irmão que era goleiro, dedicando também a mesma posição, sem sucesso iniciou  como boxe e jiu-jítsu, depois iniciou com o voleibol. Desde cedo já buscava a independência financeira, quando residia no Morro do Cantagalo, Zona Sul do Rio de Janeiro, e tomava conta de carros em Ipanema, quando um dia presenciou um acidente automobilístico que envolvia um técnico do Tijuca Tênis Clube, recebendo deste um convite para teste e permaneceu no mesmo por três anos e iniciava assim sua trajetória profissional.Atuando pelo Tijuca Tênis Clube sagrou-se campeão carioca juvenil em 1999, além do bicampeonato da Copa Rio nos anos de 1999 e 2000.
Como jogador do Tijuca Esporte Clube recebeu Troféu Revelação e o título de Garoto-Propaganda do time.Transferiu-se na temporada 2001-02 para o Telemig Celular/Minas no qual conquistou o título da Superliga Brasileira A e foi ouro no Campeonato Mineiro de 2001.Em 2002 foi convocado para Seleção Brasileira pelo técnico Percy Oncken, categoria infanto-juvenil, para disputar o Campeonato Sul-Americano em Santiago-Chile, edição na qual foi medalhista de ouro.Jogando nas competições amadoras pelo Telemig Celular Minas foi campeão metropolitano e estadual na categoria infanto-juvenil e foi campeão mineiro juvenil, sendo a Revelação Infanto-Juvenil do clube.
Renovou com a equipe da Telemig Celular/Minas para as competições de 2002-03, conquistando o bicampeonato mineiro em 2002 e alcançando a quinta posição na correspondente Superliga Brasileira A.Voltou a servir a Seleção Brasileira, novamente na categoria infanto-juvenil, na conquista da medalha de ouro no Campeonato Mundial de 2003 em Suphanburi-Tailândia, eleito o Melhor Bloqueador e ocupou a segunda posição entre os melhores sacadores.Permaneceu nesse mesmo clube na jornada 2003-04, conquistando o título da Copa Bento  Gonçalves de 2003, o vice-campeonato da Liga Nacional de 2003  e o bronze na correspondente Superliga Brasileira A.
Em 2004 foi convocado para Seleção Brasileira, desta vez pela categoria juvenil, e fez parte da equipe que conquistou o ouro no Campeonato Sul-Americano sediado em Santiago-Chile.Representou a Seleção Mineira na conquista do vice-campeonato no Campeonato Brasileiro de Seleções, categoria juvenil, de 2004.Pela equipe Telemig Celular/Minas atuou no período esportivo 2004-05, conquistando o título mineiro de 2004, bronze na Supercopa Mercosul (III Copa Bento Gonçalves)  e também no Grand Prix de Clubes (Copa Unisul 40 anos) , ambos resultados neste mesmo ano, novamente vice-campeão da Liga Nacional em 2004 e mesma colocação obtida na Superliga Brasileira A 2004-05, nesta edição registrou 48 pontos, sendo 36 de ataques, 11 de bloqueios e 1 de saque.
No ano de 2005 foi convocado pelo técnico Marcos Lerbach e em preparação para a edição do Campeonato Mundial de 2005, sediado em Vishakhapatnam-Índia, e conquistou o vice-campeonato.Permaneceu no mesmo clube da temporada passada,  e conquistou novamente o título do Campeonato Mineiro em 2005, e também do Campeonato Paulista no mesmo ano, além de sagra-se vice-campeão da Superliga Brasileira A 2005-06.Na jornada 2006-07 jogou pela Ulbra/Uptime(RS)  e conquistou  em 2006 o título do Campeonato Gaúcho e da Copa Pauta Samsung e alcançando o bronze na referente Superliga Brasileira A.
Defendeu  a equipe do Universo/Uptime  na temporada 2007-08, e na Superliga Brasileira A correspondente encerrou na oitava posição e foi o segundo Melhor Bloqueador.Foi contratado para reforçar o Volta Redonda para disputar a Liga Nacional de 2008, mesmo ano que se transferiu para o Rpa-Luigibacchi.It Perugia e encerrou na quinta posição  na Liga A1 Italiana após os playofss.
Retornou a equipe italiana Rpa-Luigibacchi.It Perugia durante a temporada 2009-10 encerrando em nono lugar lugar na Liga A1 Italiana e conquistou o título da Copa Challenge CEV correspondente a esta jornada.Permaneceu na temporada 2010-11 no vopleibopl europeu, e defendeu nesta o Sporting Clube de Espinho sendo por este campeão da Copa Cidade de Espinho de 2010 e no mesmo ano foi vice-campeão da Taça de Portugal, e no Campeonato Portugues alcançou a quarta posição.
Em 2011 atuou na Liga da Indonésia pelo Jakarta Sananta quando alcançou o vice-campeonato da Liga A Indonésia e em seguinte disputou a jornada 2011-12 pelo clube alemão do TV Bühl e encerrou na quinta posição na Bundelisga A correspondente.após eliminção nas quartas de final.Em 2012 retorna ao Brasil e reforçou a Maringá/Banco Bonsucesso/AmaVôlei  na disputa da Liga Nacional de 2012 e neste mesmo ano conquistou os títulos  do Campeonato Paranense e dos Jogos Abertos do Paraná.
Ainda em 2012 reforçou  a Funvic/Midia Fone na edição da Superliga Brasileira B 2012 quando cpmquistou o vice-campeonato nesta edição.Retornou a equipe do Amavôlei em 2013 e em seguida recebeu o convite do Botafogo/RJ  reforçar o clube  foi vice-campeão da Copa Rio de 2013  e primeiro colocado na Supercopa Banco do Brasil Etapa Mata Atlântica e bronze na Supercopa Banco do Brasil Etapa Nacional.

## Títulos e Resultados
- 2013-Vice-campeão da Copa Rio[22]
- 2013-Campeão da Supercopa Banco do Brasil -Etapa Mata Atlântica[22][23]
- 2013-3º Lugar da Supercopa Banco do Brasil - Etapa Nacional[22]
- 2012– Vice-campeão da Superliga Brasileira B [21]
- 2012– Campeão dos Jogos Abertos do Paraná[6]
- 2012– Campeão do Campeonato Paranense [6]
- 2011-12-5º lugar da Bundesliga A
- 2011-Vice-campeão da Liga A Indonésia[6]
- 2010-11-4º lugar da Campeonato Português
- 2010-Vice-campeão da Taça de Portugal[6]
- 2010-Campeão da Copa Cidade de Espinho[6]
- 2009-10-9º lugar da Liga A1 Italiana[17]
- 2008-09-5º lugar da Liga A1 Italiana [1][6]
- 2007-08–8º lugar da Superliga Brasileira A [6]
- 2006-07–3º lugar da Superliga Brasileira A [6]
- 2006– Campeão do Copa Pauta Samsung[6]
- 2006– Campeão do Campeonato Gaúcho[6]
- 2005-06– Vice-campeão da Superliga Brasileira A [6]
- 2005– Campeão do Campeonato Paulista [6]
- 2005– Campeão do Campeonato Mineiro [6]
- 2004-05– Vice-campeão da Superliga Brasileira A [6]
- 2004– 3º lugar da Supercopa Mercosul [4][6]
- 2004– 3º lugar da Grand Prix de Clubes [4]
- 2004– Vice-campeão da Liga Nacional[6]
- 2004– Campeão do Campeonato Mineiro [6]
- 2004-Vice-campeão do Campeonato Brasileiro de Seleções Juvenil [4]
- 2003-04- 3º lugar da Superliga Brasileira A [4][6]
- 2003– Campeão da Copa Bento [6]
- 2003– Campeão da Liga Nacional [6]
- 2002-03- 5º lugar da Superliga Brasileira A[6]
- 2002-Campeão do Campeonato Mineiro [6]
- 2002-Campeão do Campeonato Mineiro  Juvenil[5]
- 2002-Campeão do Campeonato Mineiro  Infanto-Juvenil[5]
- 2002-Campeão do Campeonato Metropolitano  Infanto-Juvenil[5]
- 2001-02- Campeão da Superliga Brasileira A[6]
- 2001-Campeão do Campeonato Mineiro [6]
- 2000-Campeão da Copa Rio [4]
- 1999-Campeão da Copa Rio [4]
- 1999-Campeão da Campeonato Carioca Juvenil [4]

## Premiações Individuais
- 2º Melhor Bloqueador da Superliga Brasileira A de 2007-08[6]
- Melhor Bloqueador do Campeonato Mundial Infanto-Juvenil de 2003[1]
- 2º Melhor Sacador do Campeonato Mundial Infanto-Juvenil de 2003[6]

## Ligações Externas
- Danilo de Carvalho(it)